# Teulisna plagiata
Teulisna plagiata is een vlinder uit de onderfamilie beervlinders (Arctiinae) van de familie spinneruilen (Erebidae). De wetenschappelijke naam van de soort is voor het eerst geldig gepubliceerd in 1862 door Francis Walker.